# Clyde (Kansas)
Clyde es una ciudad ubicada en el de condado de Cloud en el estado estadounidense de Kansas. En el año 2010 tenía una población de 716 habitantes y una densidad poblacional de 421,18 personas por km².

## Geografía
Clyde se encuentra ubicada en las coordenadas 39°35′30″N 97°23′52″O / 39.59167, -97.39778 (39.591694, -97.397833).

## Demografía
Según la Oficina del Censo en 2000 los ingresos medios por hogar en la localidad eran de $31 343 y los ingresos medios por familia eran $39 167. Los hombres tenían unos ingresos medios de $29 286 frente a los $19 063 para las mujeres. La renta per cápita para la localidad era de $17 852. Alrededor del 4,5% de la población estaban por debajo del umbral de pobreza.